# Donald Hewlett
Donald Hewlett (* 30. August 1920 in Northenden, Manchester; † 4. Juni 2011 in London) war ein britischer Schauspieler.

## Leben
Donald Hewlett diente während des Zweiten Weltkriegs auf Orkney. Er ist Gründungsmitglied des Kirkwell Arts Club. Hewletts schauspielerisches Schaffen fand überwiegend in Fernsehserien statt. Seine Karriere begann im Jahr 1954, als er Lincoln Green in dem Film Orders are Orders mimte. Bekanntheit erlangte er in Großbritannien durch seine Rolle als Colonel Charles Reynolds in der 1970er Sitcom It Ain’t Half Hot Mum. Er spielte Ende der 1980er Jahre Lord George Meldrum in der Perry-Croft Sitcom You Rang, M’Lord?. Er trat auch in den kurzlebigen Sitcoms The Adventures of Brigadier Wellington-Bull und Come Back Mrs Noah auf.
Donald Hewlett ist der Vater der 1983 geborenen Schauspielerin Siobhan Hewlett.

## Fernsehrollen (Auswahl)
- 1965: Simon Templar (The Saint, Fernsehserie, 1 Folge)
- 1966: Mit Schirm, Charme und Melone (The Avengers, Fernsehserie, 1 Folge)
- 1967: Callan (Fernsehserie, 1 Folge)
- 1971: Doctor Who (Fernsehserie, vier Folgen)
- 1973: Mann, bist du Klasse! (A Touch of Class)
- 1974: Kein Pardon für Schutzengel (The Protectors, Fernsehserie, 1 Folge)
- 1975: Der total verrückte Mumienschreck (Carry On Behind)
- 1975: Are You Being Served? (Fernsehserie, 1 Folge)
- 1976: Mit Schirm, Charme und Melone (The New Avengers, Fernsehserie, 1 Folge)
- 1979: Der große Eisenbahnraub (The First Great Train Robbery)
- 1974–1981: It Ain’t Half Hot Mum (Fernsehserie, 56 Folgen)
- 1985: Ein wahrer Jünger seines Herrn (Saving Grace)
- 1988–1993: You Rang, M’Lord? (Fernsehserie, 26 Folgen)